# 博胶省
博膠省（寮語發音：[kʰwɛ̌ːŋ bɔ̄ː kɛ̂ːw]）是老挝北部的一个省，首府会晒位于湄公河畔。“博膠”在老挝语中意为“宝石矿”，该省有丰富的宝石矿藏。
博膠省在1983年前是琅南塔省的一部分。

## 行政区划
- 会晒县（ເມືອງຫ້ວຍຊາຍ）
- 敦彭县（东蓬县 ເມືອງຕົ້ນເຜິ້ງ）
- 门县（孟门县 ເມືອງເມິງ ）
- 帕乌敦县（帕乌多县 ເມືອງຜາອຸດົມ）
- 巴塔县（芒巴塔县，孟巴塔县 ເມືອງປາກທາ）